# Певцов, Василий Герасимович
Василий Герасимович Певцов (1836—1908) — протоиерей Русской православной церкви, педагог и духовный писатель

.

## Биография
Василий Певцов родился в 1836 году. Получив необходимые знания в духовных учебных заведениях стал магистром Санкт-Петербургской духовной академии; преподавал церковное право в Императорском училище правоведения и в Александровской военно-юридической академии. 
В 1871 году В. Г. Певцов открыл народные чтения при педагогическом музее военно-учебных заведений в Соляном городке. 
Василий Герасимович Певцов скончался в 1908 году.